# 吉田重俊
吉田重俊（1498年?—1570年?），日本戰國時代的武將。長宗我部氏家臣。父親是吉田則弘。
土佐吉田氏是自稱藤原北家秀鄉流末裔的山內首藤氏的支流。山內首藤俊通的兒子俊宗跟隨足利尊氏，因功而得到土佐國。

## 生平
仕於長宗我部國親、元親兩代。智勇優秀，在國親攻撃大津城時，擔任長宗我部軍的先鋒。弘治4年／永祿元年（1558年），被任命為上夜須城城主。永祿12年（1569年），參與討伐安藝國虎，與同族的吉田孝俊一同以奇計令安藝軍敗走，再以計略令堅守的安藝軍從內部崩壞。

## 子孫
孫兒孝俊在夜須川的海津見神社中，留下奉造造立的棟札，此後在中富川之戰中戰死。曾孫康俊在長宗我部氏被改易後，移住至大坂。後來仕於松平家，並移至姬路。